# Baszty Skalne
Baszty Skalne, (niem. Turmsteine) – skały granitowe w Karkonoszach, w obrębie Karkonoskiego Parku Narodowego leżące nad Polskim Potokiem, w miejscu, gdzie wpada on do Wrzosówki, powyżej Jagniątkowa i Malowanej Skały. 
Najwyższa baszta skalna ma wysokość 12 metrów i wieńczy ją ruchomy głaz. Podania mówią o Basztach jako miejscu ukrycia skarbów. Baszty Skalne przed wojną posiadały status pomnika przyrody, obecnie leżą na obszarze Karkonoskiego Parku Narodowego. W pobliżu znajduje się Wodospad Wrzosówki.